# Dekasegi
La paraula dekasegi (出稼ぎ en japonès, decasségui o dekassegui en portuguès brasiler) és formada pels mots japonesos deru (出る, sortir) i kasegu (稼ぐ, guanyar diners). S'empra per designar a qualsevol persona que deixa la seva terra natal per treballar, temporalment, en una altra regió (tant dintre, com fora del país). És, per tant, equivalent a parlar de treballadors migrats.
No s'han de confondre amb els nikkeis (日系), que són els japonesos i descendents de japonesos que encara viuen fora del país. Quan un nikkei torna al Japó, passa a ser un dekasegi.

## Popularització del terme
En la primera dècada del segle xx, es va donar un èxode massiu de japonesos cap a Amèrica del Sud. Països com Xile, Perú o Brasil van rebre una gran quantitat d'emigrants nipons. Amb la crisi econòmica a Llatinoamèrica dels anys 80, molts nipodescendents (molts d'ells ja de tercera generació) van decidir tornar al Japó, que en aquella època vivia un boom econòmic pel fort creixement de les exportacions tecnològiques. Aquests repatriats van rebre el nom de dekasegis.
El govern japonès va afavorir el retorn dels dekasegis aprovant l'any 1990 la Llei de Control d'Immigració, que facilitava els visats a tots els nikkeis de fins a tercera generació i, en determinades circumstàncies, també els de quarta. Malgrat l'esforç del govern japonès, la societat civil no va acceptar fàcilment als nouvinguts, que parlaven malament la llengua i no coneixien la cultura local; tractant-los com a estrangers.

## El cas brasiler
El cicle econòmic va girar a finals de la dècada del 2000 i començaments de la següent. El Japó patia una gran recessió econòmica, agreujada després per l'accident nuclear de Fukushima I de 2011, mentre que el Brasil vivia una època de bonança, amb l'arribada d'inversions a causa de la celebració del Mundial de Futbol masculí (2014) i dels Jocs Olímpics (2016). Per aquesta raó, part dels decasséguis van tornar de nou al Brasil.
Al Japó, la tercera nacionalitat més representada és la brasilera, amb prop de 200.000 residents. Per contra, el Brasil és el país amb major nombre de nikkeis del món.
Com succeeix amb la creació dels mots spanglish o portunhol, la barreja entre japonès i portuguès que parlen els nipobrasilers es diu decasseguês.